# Clayton Karsari
Clayton Karsari (Amsterdam, 28 juni 1989) is een Nederlands voormalig voetballer van Surinaamse afkomst die als verdediger voor AGOVV Apeldoorn speelde.

## Carrière
Clayton Karsari speelde in de jeugd van FC Amstelland, FC Abcoude en FC Utrecht. In het seizoen 2008/09 was hij op amateurbasis actief voor AGOVV Apeldoorn. Hij debuteerde in het betaald voetbal op 13 februari 2009, in de met 2-1 verloren uitwedstrijd tegen FC Dordrecht. Hij kwam in de 27e minuut in het veld voor Christian Kabeya. Dit was zijn enige wedstrijd voor AGOVV, en nadat zijn amateurcontract niet verlengd werd vertrok hij naar FC Hilversum. Hierna speelde hij nog voor CSW, FC Chabab, SV Nieuw Utrecht en JOS Watergraafsmeer.

### Statistieken
| Seizoen                   | Club            | Land           | Competitie       | Competitie | Competitie | Beker | Beker | Totaal | Totaal |
| Seizoen                   | Club            | Land           | Competitie       | Wed.       | Dlp.       | Wed.  | Dlp.  | Wed.   | Dlp.   |
| ------------------------- | --------------- | -------------- | ---------------- | ---------- | ---------- | ----- | ----- | ------ | ------ |
| 2008/09                   | AGOVV Apeldoorn | Nederland      | Eerste divisie   | 1          | 0          | 0     | 0     | 1      | 0      |
| 2010/11                   | FC Hilversum    | Nederland      | Topklasse zondag | 18         | 0          | 0     | 0     | 18     | 0      |
| Carrièretotaal            | Carrièretotaal  | Carrièretotaal | Carrièretotaal   | 19         | 0          | 0     | 0     | 19     | 0      |
| Bijgewerkt op 31 mei 2020 |                 |                |                  |            |            |       |       |        |        |